# 12053 Тертлстар
12053 Тертлстар (12053 Turtlestar) — астероїд головного поясу, відкритий 9 серпня 1997 року.
Тіссеранів параметр щодо Юпітера — 3,526.